# ハインケル HeS 3

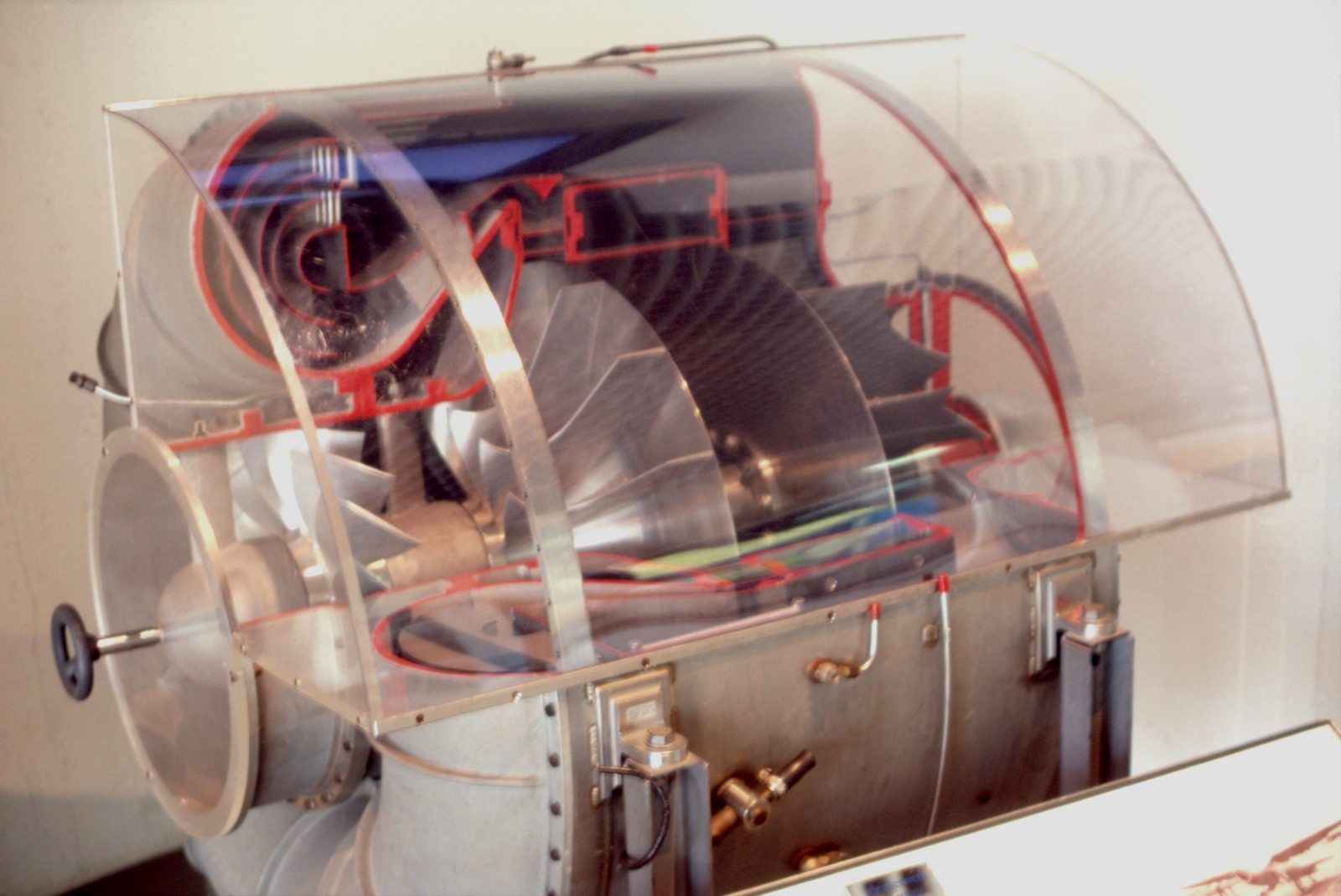
ハインケル HeS 3bのレプリカ

ハインケル HeS 3 (Heinkel Strahltriebwerk 3, HeS 3）は、単体飛行を成し遂げた世界初のターボジェットエンジン。

## 前史
イギリス空軍の士官フランク・ホイットル (Frank Whittle) が1929年に出願した遠心式ターボジェットエンジンに関する特許は、機密扱いされず専門誌などで広く紹介されたため、各国の空軍や技術者が注目し一部では後追いが始まった。
その中の1人が、ゲッティンゲン大学工学部で流体力学を専攻する大学院生だったハンス・フォン・オハイン（Hans Joachim Pabst von Ohain) で、ホイットルの物より更にシンプルな単板斜流ラジアルタービンを用いる別形式を発案して1933年に特許出願し、友人のマックス・ハーン (Max Hahn) が経営する自動車整備工場の一角を借り、翌1934年から自費を投じてジェットエンジンの基礎実験に着手した。
博士課程終了後ハインケル社 (Ernst Heinkel Flugzeugwerke) に採用されたオハインは、ホイットルとほぼ同時に初号機 HeS 1 を稼動。相似形の単板遠心式圧縮器とタービン部を背中合わせに配置し、その間の外周にドーナツ状の直流アニュラー型燃焼器を設けた、極めて大径で粗野なものだった。
1号機では当初、高速燃焼する気体水素を用いて安定していたが、揮発油で運転できるよう気化器を付加して以降は、ホイットルと同様に種々の問題に直面した。

## 世界初の偉業
オハインの開発体制はホイットルより恵まれており、中間的な HeS 2 を経て、直ちに本格型の HeS 3 で初飛行を目指すことになった。HeS 3の最初デザインは概ねHeS 1と類似していた。8枚のブレードからなる単段のインデューサーは、軸流圧縮機ではなく、吸入される空気に遠心式圧縮機の回転に合わせた回転方向への運動エネルギーを与え、流入損失を減らすものである。その遠心式圧縮機は16枚のブレードのついた円盤である。遠心式圧縮機で圧縮された空気は、圧縮機とタービンを繋げるシャフトを延長してHeS 1よりも広がった空間に設置されたアニュラ型の燃焼室に導かれた。この最初のデザインのエンジンの試験は1938年3月近辺に行われたが、その燃焼室の配置はエンジン直径のコンパクト化には貢献したものの不完全燃焼を引き起こしてしまった。
HeS 3は、再設計されHeS 3bとなった。HeS 3bは、燃焼室の配置を再検討し、アニュラ型の燃焼室を遠心圧縮機の前方に配置した。これにより、遠心式圧縮機で圧縮された空気は圧縮機外周ディフューザーを通過した後に分離され、大半は圧縮機外周前方の湾曲したダクトへ入り、180度反転してアニュラ型燃焼室に前方から流入してライナ内で燃料と混合・点火される。ディフューザー外周で分離された空気の片方は燃焼室ライナの内側から燃焼室へ流れ込み、高温ガスと混合されて温度を下げる。混合されたガスが流路を通りタービンに導かれる。HeS 3の原型のデザインほどは、エンジン直径がコンパクトではないけれども、HeS 3bは十分コンパクトであった。揮発燃料ガソリンで動作するよう設計された。燃料はメインシャフト後方を支持するローラーベアリングの潤滑・冷却に用いられ、予熱されて着火を容易にしていた。
HeS 3bは1939年の初期に完成した。He 118急降下爆撃機のプロトタイプの内の1機にエンジンを取り付け飛行試験を行った。飛行試験は極秘に行われ、プロペラ動力で離着陸を行い、早朝に飛行時のみジェットエンジンを使用した。試験は順調に進んでいたが、結局タービンが焼損してしまった。
2基目のHeS 3bはHe 178の機体の完成とほぼ同時に完成した。このためエンジンは、エンジンのみの地上試験をせずに機体に搭載し直ちに飛行試験を行うこととなった。1939年8月27日にハインケル社テストパイロットのエーリヒ・ヴァルジッツ (Erich Warsitz) の手で、世界初のジェット推進機として初飛行に成功した。これは同社の世界初のロケット推進機 He 176 に遅れること2ヶ月、ホイットルらの実験機グロスター E.28/39 の初飛行よりは1年半先んじていた。
しかし HeS 3b は低出力かつ耐久性にも欠け、最高速は計画値を下回る 325 kt (600 km/h) に留まり、滞空時間も10分に制限されるなど、レシプロエンジン機に対して明確な優位性を示せず、試作2号機 (He 178 V2) に至っては推力不足で離陸もできずに終わった。試験を終えた He 178 は He 176 と共にドイツ空軍博物館 (Luftwaffenmuseum) に展示されていたが、1943年のベルリン大空襲で焼失し、現存しない。
HeS 3 は、比例拡大版の HeS 6 を経て、戦闘機 He 280 向けの実用型 HeS 8 へと発達して行った。

## 仕様
HeS 3b:
- 寸法: 全長 1.48 m, 直径 0.93 m
- 重量: 360 kg
- 推力: 450 kgf (4.4 kN) @ 13,000 rpm かつ飛行速度 800 km/hのとき
- 圧力比: 2.8:1
- 燃料消費率: 2.16 lb/(lbf·h)

HeS 6:
- 重量: 420 kg
- 推力: 550 kgf (5.4 kN) @ 13,300 rpm かつ飛行速度 800 km/hのとき
- 燃料消費率: 1.6 lb/(lbf·h)

共にGerman Jet Engine and Gas Turbine Development, Antony Kay, Airlife Books, 2002　P21より引用